# Parafia św. Józefa w Mysłowicach
Parafia św. Józefa – rzymskokatolicka parafia znajdująca się w Mysłowicach, w dzielnicy Krasowy. Parafia należy do dekanatu mysłowickiego w archidiecezji katowickiej, erygowana 1 sierpnia 1925.
Pierwszą udokumentowaną wzmiankę o wsi Krasowy spotykamy w dokumencie „Sprzedaż sołectwa wolnego w Lędzinach” spisaną 24 czerwca 1295 w Staniątkach. Od początku swojego istnienia Krasowy należały do parafii lędzińskiej. Sytuacja zmieniła się pod koniec XVI wieku w wyniku postępów reformacji na tym terenie. Baltazar Promnitz, pan w Pszczynie, odkupił Lędziny, a wraz z nimi opustoszałą wieś Krasowy. Promnitz – protestant zgodził się, aby parafia lędzińska pozostała katolicką, natomiast Krasowy decyzją Promnitza zostały przydzielone do parafii bieruńskiej, która w międzyczasie dostała się w ręce protestanckiego pastora. W 1799 Krasowy wróciły do parafii lędzińskiej.

## Kościół
Mniej więcej ok. 1903 wierni z Krasów rozpoczęli starania o zdobycie terenu pod przyszły kościół. Wybuch pierwszej wojny światowej odsunął w czasie projekty budowy i do tego problemu powrócono dopiero w 1918. Trzy leżące blisko siebie wsie: Wesoła, Kosztowy i Krasowy działały w celu utworzenia parafii.  Przyczyną była odległość do kościoła macierzystego wynosząca od 7 do 11 km.
Wtedy wydzierżawiono jedno z pomieszczeń karczmy kosztowskiej na tymczasową kaplicę, w której odprawiano nabożeństwa. 1 maja 1919 rozpoczęto wykopy pod mury mającego powstać kościoła. W połowie października budynek był gotowy w stanie surowym. Kościół postawiono w środku wsi Krasowy w mniej więcej równej odległości między Wesołą a Kosztowami. Projekt architektoniczny wykonał architekt Kokoszyński, a budowę nadzorował ks. Jan Wodarz, który następnie został pierwszym proboszczem nowej parafii. 1 sierpnia 1925 została erygowana parafia.

## Duszpasterstwo
Największe zasługi w organizacji parafii posiada jej pierwszy proboszcz ks. Jan Wodarz. Dobrze wykształcony, posiadał bardzo bogatą bibliotekę teologiczną. Założył Kongregację Mariańską Panien i Młodzieńców, następnie III Zakon franciszkański, Żywy Różaniec, Bractwo Najświętszego Serca Jezusowego, Bractwo Matek Chrześcijańskich, Apostolstwo Mężów, Kółko św. Józefa, stowarzyszenie misyjne Dzieło Dziecięctwa Jezus, Katolickie Stowarzyszenie Młodzieży Męskiej. Z danych liczbowych wynika, iż w okresie międzywojennym ponad połowa mieszkańców należała do organizacji parafialnych. W 1933 ks. Wodarz zaprosił do parafii siostry służebniczki, które zajęły się ambulatoryjną opieką nad chorymi. Po opuszczeniu parafii w 1996, do domu przez nie dotychczas zajmowanego wprowadzili się księża saletyni, zajmujący się pracą na misjach.

## Krzyże i kapliczki
Na terenie parafii rozsiane są liczne kapliczki oraz krzyże przydrożne. Do zagadkowych należy krzyż przydrożny na tzw. Wisieloku – znajdujący się w jednym z przysiółków krasowskich. Leży na dawnych torfowiskach.  Wielu ludzi idąc pieszo skracało sobie drogę z Imielina do Murcek, i według legendy, straciło życie. Obecnie krzyż stoi na odludziu. Natomiast krzyż przydrożny na tzw. Przysiółku Hofmann jest prawdopodobnie typowym śladem po cmentarzu ofiar cholery z XVII wieku.

## Proboszczowie
- ks. Jan Wodarz (1919–1961)
- ks. Wilhelm Polok (1962–1979)
- ks. Henryk Oczadły (1979–1980)
- ks. Alfred Grabiec (1980–1998)
- ks. Wiktor Zajusz (1998–2017)
- ks. Józef Panek (2017–2023)
- ks. Przemysław Piwowarczyk (od 2023)